# Miquel Strogoff

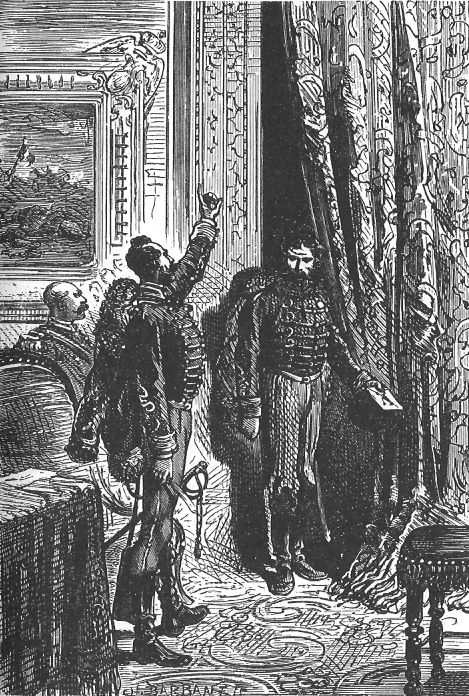
Gravat de l'edició de 1876.

Miquel Strogoff: Moscou-Irkutsk, també publicat amb el títol Miquel Strogoff o el correu del tsar (original en francès Michel Strogoff. De Moscou à Irkoutsk) és una novel·la de l'escriptor francès Jules Verne. Va ser publicada a la revista Le Magasin d'éducation et de récréation des de l'1 de gener (volum 23, número 265) fins al 15 de desembre de 1876 (volum 24, número 288), i íntegrament com un volum doble, el 13 de novembre del mateix any, on incloïa el conte "Un drama a Mèxic". Les il·lustracions van ser a càrrec de l'artista francès Jules Férat.
Juntament amb La volta al món en vuitanta dies, va representar el major èxit comercial de Verne, ja que va ser ràpidament portada al teatre i va ser un èxit de vendes.
En plena invasió tàrtara de Rússia, un correu del Tsar es veu obligat a recórrer Sibèria per advertir de la invasió, alhora que ha d'evitar ser reconegut per la seva mare i ha d'amagar els seus sentiments cap a una jove a la qual coneix durant el trajecte.

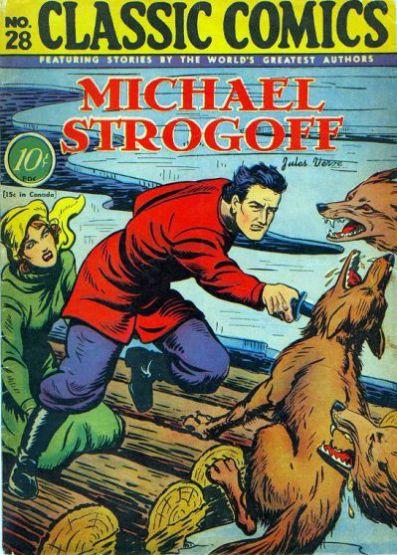
Adaptació de Classic Comics

## Argument
Traient profit de l'amnistia que el tsar li havia concedit, Ivan Ogareff, militar retirat i exiliat, instiga una invasió de Sibèria pels tàrtars. Impulsat pel seu desig de venjança, Ogareff convenç l'emir de Bukharà i altres kans del Turquestan lliure de dur a terme aquesta empresa. No obstant això, tot el seu odi recau sobre el germà del tsar, el Gran Duc, acantonat a Irkutsk, la capital de Sibèria Oriental. El Gran Duc no el coneix personalment, tot i que ha estat l'autoritat que l'ha enviat a l'exili.
Els tàrtars tallen els cables telegràfics més enllà dels Urals per impedir la comunicació entre el tsar i el seu germà. No obstant això, els homes del tsar han descobert el pla d'Ivan Ogareff d'entrar a Irkutsk amb un nom fals per guanyar-se la confiança del Gran Duc i, després, quan ho jutgés oportú, posar fi a la seva vida i lliurar la ciutat als tàrtars.
Calen els serveis d'un expedit correu que recorri les 5.200 verstes que separen Moscou d'Irkutsk, que suposen un vast territori ple d'amenaces. Per a aquesta àrdua gesta, l'oficial Kissof no dubta a postular a Miquel Strogoff, un valent jove siberià, oficial de correus del tsar.
Miquel Strogoff solcarà Rússia emprant tots els mitjans disponibles, dotat d'un permís especial i d'una identificació diferent de la pròpia. Advertit pel mateix tsar, mai no ha de desvelar el seu propòsit, i, sobretot, de desconfiar del traïdor Ivan Ogareff. Aviat coneixerà Nadia Fedor, jove d'origen livonià que, després de la mort de la seva mare en les províncies bàltiques, anhela retrobar-se amb el seu pare a Irkutsk. Les circumstàncies els faran companys de viatge, i es creuaran també amb Alcide Jolivet i Harry Blount, periodistes encarregats de documentar la invasió. Miquel Strogoff es veurà obligat a suportar dures proves per tal d'aconseguir la seva comesa.

## Personatges
- Miquel Strogoff . Ha d'enviar un correu del Tsar en què s'adverteix de la invasió tàrtara. Ha de creuar tota la Sibèria nevada i a l'hivern.
- Nadia  És una jove que s'adreça a Irkutsk per reunir-se amb el seu pare, que està exiliat en aquesta ciutat.
- Jolivet  És un periodista francès. La seva major virtut és veure-ho tot, i és molt xerraire.
- Blount  És un periodista anglès. La seva major virtut és escoltar tot, i és molt seriós, en contrapart del seu col·lega francès.
- Ivan Ogareff  Traïdor que dirigeix les seves tropes tàrtares a l'est. Vol matar Miquel Strogoff.